# فرنك بورترا
فرنك بورترا هو سياسي فرنسي، ولد في 30 أغسطس 1937 في نانت في فرنسا. نشط حزبياً في التجمع من أجل الجمهورية.

## مناصب
- انتخب member of the French Economic, Social and Environmental Council ‏.
- انتخب نائب فرنسي عن دائرة دائرة الإيفلين الثانية [الإنجليزية]‏ خلال فترته النيابية  [لغات أخرى]‏ (12 يونيو 1997 – 18 يونيو 2002).
- انتخب نائب فرنسي عن دائرة دائرة الإيفلين الثانية [الإنجليزية]‏ خلال فترته النيابية  [لغات أخرى]‏ (2 أبريل 1993 – 25 مارس 1996).
- انتخب نائب فرنسي عن دائرة دائرة الإيفلين الثانية [الإنجليزية]‏ خلال فترته النيابية  [لغات أخرى]‏ (23 يونيو 1988 – 1 أبريل 1993).
- انتخب عضو المجلس العام  [لغات أخرى]‏.
- انتخب نائب فرنسي عن دائرة Yvelines constituency from 1986 to 1988 ‏ خلال فترته النيابية  [لغات أخرى]‏ (2 أبريل 1986 – 14 مايو 1988).